# Kajta
Kajta (arab. قيطة) – miejscowość w Syrii, w muhafazie Dara. W 2004 roku liczyła 3199 mieszkańców.